# Don Linden
Donald Stacey Linden (Slough, 12 de octubre de 1877 - † Toronto, 13 de marzo de 1964) fue un atleta canadiense especializado en marcha atlética. 
Ganó la medalla de plata en la especialidad de 1,5 kilómetros marcha en los Juegos Olímpicos de Atenas de 1906
- El COI no ha reconocido oficialmente los resultados de estos Juegos Olímpicos, que recibieron el nombre de "Juegos Intercalados".
- La prueba de 1,5 kilómetros marcha no se ha realizado más en unos Juegos Olímpicos.